# 农斯多因
农斯多因（羅馬化：Nongstoin，本地發音：[ˈnɒŋˌstɔɪn]），是印度梅加拉亚邦西卡西丘陵县的一个城镇。

## 人口
该地2001年总人口22003人，其中男性11093人，女性10910人；0－6岁人口5031人，其中男2572人，女2459人；识字率66.55%，其中男性为67.03%，女性为66.05%。